# Nau industrial de Can Baixeras
La Nau industrial de Can Baixeras és una obra de Castellterçol (Moianès) inclosa a l'Inventari del Patrimoni Arquitectònic de Catalunya.

## Descripció
Nau industrial de planta rectangular amb façana lateral que dona a un pati i una façana frontal alineada al carrer Quadró. A les façanes hi ha una sèrie de grans finestrals d'arc de mig punt. És de reduïdes dimensions i la coberta és a dues aigües.

## Història
Can Baixeras es va fundar a les darreries del segle xix i des dels seus inicis va ser un important centre de producció tèxtil, especialitzat en tovalloles. Pels volts dels anys 50 del segle xx va tancar les portes i des de llavors no ha reiniciat l'activitat, això ha suposat una important degradació de l'edifici.